# William E. Gaines
William Embre Gaines (* 30. August 1844 in Charlotte Court House, Charlotte County, Virginia; † 4. Mai 1912 in Washington, D.C.) war ein US-amerikanischer Politiker. Zwischen 1887 und 1889 vertrat er den Bundesstaat Virginia im US-Repräsentantenhaus.

## Werdegang
William Gaines besuchte die öffentlichen Schulen seiner Heimat. Während des Bürgerkrieges diente er im Heer der Konföderation. Nach einem Jurastudium und seiner Zulassung als Rechtsanwalt begann er in diesem Beruf zu arbeiten. Außerdem war er in Burkeville im Tabakgeschäft und im Bankgewerbe tätig. Gleichzeitig schlug er als Mitglied der Republikanischen Partei eine politische Laufbahn ein. Zwischen 1883 und 1887 saß er im Senat von Virginia. Im Juni 1884 war er Delegierter zur Republican National Convention in Chicago, auf der James G. Blaine als Präsidentschaftskandidat nominiert wurde. Zwischenzeitlich wurde Gaines Bürgermeister in Burkeville.
Bei den Kongresswahlen des Jahres 1886 wurde er im vierten Wahlbezirk von Virginia in das US-Repräsentantenhaus in Washington gewählt, wo er am 4. März 1887 die Nachfolge von James Dennis Brady antrat. Da er im Jahr 1888 auf eine erneute Kandidatur verzichtete, konnte er bis zum 3. März 1889 nur eine Legislaturperiode im Kongress absolvieren. Nach dem Ende seiner Zeit im US-Repräsentantenhaus ist William Gaines politisch nicht mehr in Erscheinung getreten. Er starb am 4. Mai 1912 in der Bundeshauptstadt Washington.